# Доходный дом Хахладжева
Доходный дом Хахладжева (Гостиница «Астория») — здание, построенное в начале XX века на проспекте Таганрогском (ныне проспект Буденновский, 22/46) в городе Ростове-на-Дону. Объект культурного наследия регионального значения.

## История и описание
Здание сооружено в 1905 году в стиле модерн по проекту гражданского инженера Степана Попилина, в историю города оно вошло как гостиница «Астория». Само здание принадлежало Хахладжеву Петру Васильевичу — купецу 1 гильдии, директору Товарищества «Петр Хахладжев» (Ростов-на-Дону, торговля мануфактурой), члену правления Товарищества Ростовской-Донской табачной фабрики, а гостиница была во владении и под управлением Мартироса Саркисова.
Гостиница считалась одной из самых респектабельных в городе.
В ноябре 1917 года в ней жили генералы Корнилов, Деникин, Алексеев, Лукомский, и другие белогвардейские лидеры.
В Гражданскую войну в «Астории» был пожар. Выгорели перекрытия и частично обвалился фасад. После пожара здание восстановили, но без верхних этажей и со значительными утратами декора.
В Великую Отечественную войну в здании размещался госпиталь. Сегодня в здании располагается Дом обуви и Донской военно-исторический музей.
Здание является объектом культурного наследия регионального значения города Ростова-на-Дону.
- Вид на дом Хахладжиева, гостиница Астория.
- Гостиница Астория до Октябрьской революции
- Гостиница Астория в 1920 году

## Примечание
1. ↑  Гостиница "Астория" в цвете. PastVu. Дата обращения: 27 декабря 2019. Архивировано 27 декабря 2019 года.
2. ↑  Будённовский 22. 1906 год - Дореволюционные фото - Разные фото Ростова - Фотоархивы - Ростовберег.ру. www.rostovbereg.ru. Дата обращения: 27 декабря 2019. Архивировано 27 декабря 2019 года.
3. ↑  Александр Николаевич Боханов. Деловая элита России 1914 г.. — Москва: Институто российской истории РАН, 1994. — С. 318.
4. ↑  Дом обуви / Гостиница Астория - Ростов-на-Дону. wikimapia.org. Дата обращения: 27 декабря 2019. Архивировано 27 декабря 2019 года.
5. ↑  Дом Чернова, Астория и другие. - Буденновский проспект - Улицы Ростова - Фотоархивы - Ростовберег.ру. www.rostovbereg.ru. Дата обращения: 27 декабря 2019. Архивировано 27 декабря 2019 года.
6. ↑  Донской военно-исторический музей - контакты. Дата обращения: 13 ноября 2020. Архивировано 28 июля 2020 года.
7. ↑  Перечень объектов культурного наследия регионального значения г. Ростова-на-Дону - Правительство Ростовской области. old.donland.ru. Дата обращения: 27 декабря 2019. Архивировано 28 сентября 2013 года.